# Cratere Amset
Amset è un cratere sulla superficie di Ganimede.